# Miriana Kunzmann
Miriana Kunzmann (* 23. Juni 1991 in Stuttgart) ist eine deutsche Schauspielerin.
Kunzmann wurde durch ihre Rolle der Ronja Hilgers in der Jugendserie fabrixx bekannt. Des Weiteren war sie in der Tatort-Folge Bienzle und sein schwerster Fall zu sehen.